# Tremellaceae
Tremellaceae es una familia de hongos en el orden Tremellales. La familia es cosmopolita y contiene géneros tanto teleomórficos como anamórficos, la mayoría de estos últimos son levaduras. Todas las especies teleomorfas de hongos en Tremellaceae son parásitos de otros hongos, aunque los estados de levadura están muy extendidos y no se limitan a los huéspedes. Los basidiocarpos (cuerpos frutales), cuando se producen, son gelatinosos.
La familia actualmente comprende 18 géneros (más sinónimos), que contienen alrededor de 250 especies válidas. Entre los géneros significativos se incluyen Tremella, dos de las cuales son comestibles y se cultivan comercialmente, y el género de levadura Cryptococcus, varias de las cuales son patógenos humanos, que causan criptococosis.

## Historia
Fries creó la familia Tremellaceae (como 'Tremellini') en 1821, basándose en la macromorfología de los cuerpos frutales.  Incluía dentro de ella la mayoría de las especies de hongos que eran gelatinosos, dividiéndolos en los géneros Agyrium, Dacrymyces, Exidia, Hymenella, Naematelia y Tremella. Agyrium e Hymenella ahora son referidos a Ascomycota, al igual que varias de las especies Fries colocó en Dacrymyces y Tremella.
En 1900, Patouillard revisó radicalmente la familia cambiando el énfasis a la micromorfología de los cuerpos frutales. Para Patouillard, las Tremellaceae se limitaban a los géneros y especies en las cuales los basidios eran "tremeloides" (globoso a elipsoide con septos verticales o diagonales), ya sea que los cuerpos de los frutos fueran o no gelatinosos. Las tremellaceas revisadas por Patouillard incluyeron los géneros Clavariopsis (= Holtermannia), Ditangium, Exidia, Guepinia, Heterochaete, Hyaloria, Protomerulius, Sebacina, Sirobasidium, Tremella, y Tremellodon (= Pseudohydnum).
La siguiente revisión importante fue en 1984, cuando Bandoni utilizó microscopía electrónica de transmisión para investigar la ultraestructura del aparato de poro septal en especies de Tremellaceae. Esto reveló que Tremella y sus aliados eran distintos de Exidia y sus aliados, a pesar de que ambos grupos tenían basidios tremelloides. Bandoni refirió a este último grupo a las Auriculariaceae, restringiendo las Tremellaceae a los géneros Holtermannia, Tremella y Trimorphomyces. El género Sirobasidium y sus aliados fueron colocados en la familia Sirobasidiaceae.

## Estado actual

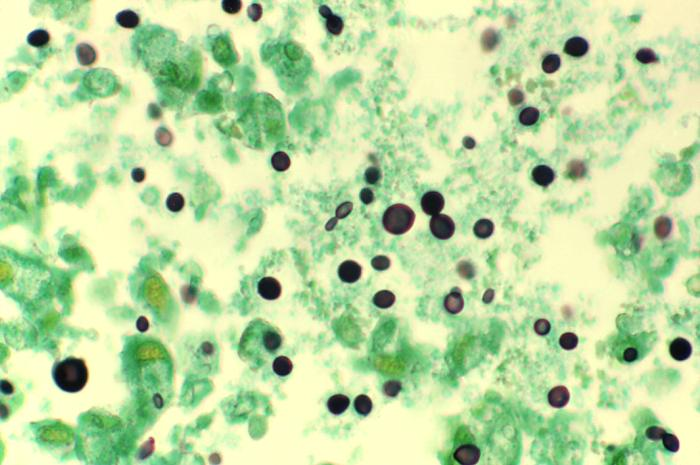
La levadura tremellácea Cryptococcus neoformans en tejido pulmonar infectado

La investigación molecular, basada en el análisis cladístico de secuencias de ADN, confirma la división de Bandoni entre los hongos tremelloides y exidioides y extiende la circunscripción del grupo tremelloide al incluir varios géneros de levaduras cuyo estado era incierto anteriormente. La investigación molecular también ha indicado que el género Filobasidiella (y su estado de levadura Cryptococcus) debe incluirse dentro del grupo, aunque sus basidios no sean tremelloides. Sin embargo, la investigación no respalda a una familia distinta de Tremellaceae dentro del orden Tremellales, sino que divide el orden (y de hecho el género Tremella) en varios pequeños clados. Como se circunscribe actualmente, las Tremellaceae son, por lo tanto, un subconjunto artificial de las Tremellales, no claramente distintas de las Sirobasidiaceas.

## Descripción de los teleomorfos.
Muchas especies de Tremellaceae se encuentran en el himenio de sus hospedadores y no producen cuerpos frutales visibles. Cuando se producen cuerpos frutales, siempre son gelatinosos y típicamente de colores brillantes. Microscópicamente, todas tienen hifas que contienen células haustoriales que producen filamentos que se conectan a las hifas de sus hongos anfitriones. Excepto en el género Filobasidiella, los basidios son "tremelloides": globosos a elipsoides con septos verticales o diagonales, que producen basidiosporas en estigmas o epibasidia largos e indeterminados. Las basidiosporas de la mayoría (pero no todas) las especies germinan al producir tubos germinales (normales para basidiomicetos) o células de levadura. Muchas especies de Tremellaceae también producen conidiosporas asexuales.

## Hábitat y distribución
Las especies teleomorfas de las Tremellaceae son parásitas de otros hongos en los filos Ascomycota (incluidos los líquenes) y Basidiomycota. Por lo general, parasitan las especies que crecen en la madera muerta de los arbustos y árboles vivos y puede ser que sus cuerpos frutales gelatinosos se adapten a un ambiente árido periódicamente. La familia tiene una distribución cosmopolita, aunque las especies individuales pueden estar restringidas a regiones templadas o al trópico. Los estados de levadura anamórficos están generalmente extendidos y no están restringidos a un huésped o sustrato.